# گورخه لیچیاردوپول
گورخه لیچیاردوپول (انگلیسی: Gheorghe Lichiardopol; ۲ اوت ۱۹۱۳ – ۱۹۹۱ (۷۷−۷۸ سال)) ورزشکار ورزش تیراندازی اهل رومانی بود.
وی در مسابقات کشوری و بین‌المللی در مجموع برندهٔ ۲ مدال برنز شده‌است.